# 米哈伊利夫卡 (克拉斯諾庫特斯克市鎮)
49°52′35″N 35°3′40″E / 49.87639°N 35.06111°E
米哈伊利夫卡（烏克蘭語：Михайлівка）是位於烏克蘭東部的村莊，由哈爾科夫州博霍杜希夫區的克拉斯諾庫特斯克市鎮負責管轄。該村始建於1800年，面積1.5平方公里，海拔高度131米，2001年人口98，人口密度每平方公里65.3人。